# Leos Carax
Leos Carax er en fransk instruktør, manuskriptforfatter og skuespiller. Han er blandt andet uddannet på Sorbonne.

## Filmografi

### Instruktør

#### Kortfilm
- 1980 - Strangulation blues
- 1997 - Sans titre
- 2008 - Tokyo ! - afsnittet Merde

#### Spillefilm
- 1984 - Boy Meets Girl
- 1986 - Mauvais Sang
- 1991 - De elskende fra Pont Neuf
- 1999 - Pola X
- 2012 - Holy Motors

### Skuespiller
- 1986 - Mauvais Sang
- 1987 - King Lear af Jean-Luc Godard
- 1988 - Les ministères de l'art af Philippe Garrel
- 1997 - A Casa af Sharunas Bartas
- 2004 - Process af C.S. Leigh
- 2006 - 977 af Nikolay Khomeriki
- 2008 - Mister Lonely af Harmony Korine
- 2008 - Je ne suis pas morte af Jean-Charles Fitoussi
- 2012 - Holy Motors af Leos Carax